# Koggenland
Koggenland és un municipi de la província d'Holanda del Nord, a la regió de Frísia Occidental, al centre-oest dels Països Baixos. L'1 de gener de 2009 tenia 21.840 habitants repartits per una superfície de 84,15 km² (dels quals 3,3 km² corresponen a aigua). Limita al nord amb Opmeer i Medemblik, a l'oest amb Heerhugowaard, a l'est amb Hoorn i al sud amb Schermer, Beemster i Zeevang

## Centres de població
- Avenhorn
- Berkhout
- Bobeldijk
- De Goorn (cap de municipi)
- Grosthuizen
- Hensbroek
- Obdam
- Oostmijzen
- Oudendijk
- Rustenburg
- Scharwoude
- Spierdijk
- Ursem
- Wogmeer
- Zuid-Spierdijk
- Zuidermeer

## Ajuntament
El consistori està format per 19 regidors:
- CDA 8 regidors
- VVD 4 regidors
- GBK 4 regidors
- PvdA 3 regidors